# Tour du Qatar 2014
La 13e édition du Tour du Qatar a eu lieu du 9 au 14 février 2014. La course fait partie du calendrier UCI Asia Tour 2014 en catégorie 2.HC.
L'épreuve a été remportée par le Néerlandais Niki Terpstra (Omega Pharma-Quick Step) vainqueur de la première étape. Il devance de 17 s son coéquipier le Belge Tom Boonen, lauréat de deux étapes, et de 20 s un autre Belge Jürgen Roelandts (Lotto-Belisol).
Au niveau des classements annexes, la formation belge Omega Pharma-Quick Step rafle tout puisque Boonen s'empare du classement par points tandis que son coéquipier et compatriote Guillaume Van Keirsbulck termine meilleur jeune. Elle s’impose également dans le classement par équipes avec notamment cinq de ses coureurs dans les dix premiers du classement général.

## Présentation
,,

### Parcours
Ce Tour du Qatar est composé de cinq étapes en lignes toutes plates, mais propices aux bordures, et d'un contre-la-montre individuel lors de la troisième étape,,,.

### Équipes
Classé en catégorie 2.HC de l'UCI Asia Tour, le Tour du Qatar est par conséquent ouvert aux UCI ProTeams dans la limite de 65 % des équipes participantes, aux équipes continentales professionnelles, aux équipes continentales et aux équipes nationales.
L'organisateur Amaury Sport Organisation a communiqué la liste des équipes invitées le 21 janvier 2014. 19 équipes participent à ce Tour du Qatar - 13 ProTeams, 5 équipes continentales professionnelles et 1 équipe continentale :
| Nom de l'équipe         | Pays        | Code |
| ----------------------- | ----------- | ---- |
| AG2R La Mondiale        | France      | ALM  |
| Astana                  | Kazakhstan  | AST  |
| Belkin                  | Pays-Bas    | BEL  |
| BMC Racing              | États-Unis  | BMC  |
| Cannondale              | Italie      | CAN  |
| FDJ.fr                  | France      | FDJ  |
| Katusha                 | Russie      | KAT  |
| Lotto-Belisol           | Belgique    | LTB  |
| Omega Pharma-Quick Step | Belgique    | OPQ  |
| Orica-GreenEDGE         | Australie   | OGE  |
| Sky                     | Royaume-Uni | SKY  |
| Tinkoff-Saxo            | Russie      | TCS  |
| Trek Factory Racing     | États-Unis  | TFR  |

| Nom de l'équipe             | Pays       | Code |
| --------------------------- | ---------- | ---- |
| Bardiani CSF                | Italie     | BAR  |
| IAM                         | Suisse     | IAM  |
| NetApp-Endura               | Allemagne  | TNE  |
| Topsport Vlaanderen-Baloise | Belgique   | TSV  |
| UnitedHealthcare            | États-Unis | UHC  |

| Nom de l'équipe | Pays                | Code |
| --------------- | ------------------- | ---- |
| Skydive Dubai   | Émirats arabes unis | SKD  |

### Règlement de la course

#### Primes
Les vingt prix sont attribués suivant le barème de l'UCI,. Le total général des prix distribués est de 84 330 €.
| Position           | 1er      | 2e      | 3e      | 4e      | 5e      | 6e      | 7e    | 8e    | 9e    | 10e à 20e |
| Classement général | 11 000 € | 5 500 € | 3 500 € | 2 000 € | 1 300 € | 1 000 € | 850 € | 800 € | 570 € | 320 €     |
| Par étape          | 3 615 €  | 1 805 € | 905 €   | 455 €   | 365 €   | 269 €   | 269 € | 180 € | 180 € | 92 €      |

### Favoris
,,,,,,,,,

## Étapes
| Étape     | Date       | Villes étapes                        |  | Distance (km) | Vainqueur d’étape | Leader du classement général |
| --------- | ---------- | ------------------------------------ |  | ------------- | ----------------- | ---------------------------- |
| 1re étape | 9 février  | Al Wakrah - Dukhan Beach             |  | 135,5         | Niki Terpstra     | Niki Terpstra                |
| 2e étape  | 10 février | Camel Race Track – Al-Khor Corniche  |  | 160,5         | Tom Boonen        | Niki Terpstra                |
| 3e étape  | 11 février | Lusail Circuit – Lusail Circuit      |  | 10,9          | Michael Hepburn   | Niki Terpstra                |
| 4e étape  | 12 février | Dukhan – Mesaieed                    |  | 135           | Tom Boonen        | Niki Terpstra                |
| 5e étape  | 13 février | Al Zubara Fort – Madinat Al Shamal   |  | 159           | André Greipel     | Niki Terpstra                |
| 6e étape  | 14 février | Sealine Beach Resort – Doha Corniche |  | 113,5         | Arnaud Démare     | Niki Terpstra                |

## Déroulement de la course

### 1reétape
19 équipes inscrivent 8 coureurs. 152 coureurs sont donc au départ de la course,,,,.
|    | Coureur                  | Équipe                      |    | Temps           |
| -- | ------------------------ | --------------------------- | -- | --------------- |
| 1  | Niki Terpstra            | Omega Pharma-Quick Step     | en | 3 h 13 min 42 s |
| 2  | Jürgen Roelandts         | Lotto-Belisol               | +  | 1 s             |
| 3  | Michael Schär            | BMC Racing                  |    | 1 s             |
| 4  | Martin Elmiger           | IAM                         |    | 1 s             |
| 5  | Guillaume Van Keirsbulck | Omega Pharma-Quick Step     |    | 7 s             |
| 6  | Tom Boonen               | Omega Pharma-Quick Step     |    | 7 s             |
| 7  | Barry Markus             | Belkin                      |    | 7 s             |
| 8  | Arnaud Démare            | FDJ.fr                      |    | 7 s             |
| 9  | Michael Van Staeyen      | Topsport Vlaanderen-Baloise |    | 7 s             |
| 10 | Marcel Sieberg           | Lotto-Belisol               |    | 7 s             |

|    | Coureur                  | Équipe                  |    | Temps           |
| -- | ------------------------ | ----------------------- | -- | --------------- |
| 1  | Niki Terpstra            | Omega Pharma-Quick Step | en | 3 h 13 min 26 s |
| 2  | Jürgen Roelandts         | Lotto-Belisol           | +  | 9 s             |
| 3  | Michael Schär            | BMC Racing              |    | 12 s            |
| 4  | Martin Elmiger           | IAM                     |    | 17 s            |
| 5  | Alexander Kristoff       | Katusha                 |    | 21 s            |
| 6  | Sam Bennett              | NetApp-Endura           |    | 22 s            |
| 7  | Guillaume Van Keirsbulck | Omega Pharma-Quick Step |    | 23 s            |
| 8  | Tom Boonen               | Omega Pharma-Quick Step |    | 23 s            |
| 9  | Barry Markus             | Belkin                  |    | 23 s            |
| 10 | Arnaud Démare            | FDJ.fr                  |    | 23 s            |

### 2eétape
,,,,
|    | Coureur          | Équipe                  |    | Temps           |
| -- | ---------------- | ----------------------- | -- | --------------- |
| 1  | Tom Boonen       | Omega Pharma-Quick Step | en | 3 h 30 min 07 s |
| 2  | Michael Mørkøv   | Tinkoff-Saxo            | +  | 0 s             |
| 3  | Jürgen Roelandts | Lotto-Belisol           |    | 0 s             |
| 4  | Andrew Fenn      | Omega Pharma-Quick Step |    | 0 s             |
| 5  | Matti Breschel   | Tinkoff-Saxo            |    | 0 s             |
| 6  | Ian Stannard     | Sky                     |    | 0 s             |
| 7  | Niki Terpstra    | Omega Pharma-Quick Step |    | 0 s             |
| 8  | Marcel Sieberg   | Lotto-Belisol           |    | 0 s             |
| 9  | Lars Boom        | Belkin                  |    | 5 s             |
| 10 | Karsten Kroon    | Tinkoff-Saxo            |    | 5 s             |

|    | Coureur          | Équipe                  |    | Temps           |
| -- | ---------------- | ----------------------- | -- | --------------- |
| 1  | Niki Terpstra    | Omega Pharma-Quick Step | en | 6 h 43 min 30 s |
| 2  | Jürgen Roelandts | Lotto-Belisol           | +  | 5 s             |
| 3  | Tom Boonen       | Omega Pharma-Quick Step |    | 14 s            |
| 4  | Michael Mørkøv   | Tinkoff-Saxo            |    | 20 s            |
| 5  | Marcel Sieberg   | Lotto-Belisol           |    | 26 s            |
| 6  | Andrew Fenn      | Omega Pharma-Quick Step |    | 26 s            |
| 7  | Ian Stannard     | Sky                     |    | 26 s            |
| 8  | Matti Breschel   | Tinkoff-Saxo            |    | 26 s            |
| 9  | Lars Boom        | Belkin                  |    | 31 s            |
| 10 | Karsten Kroon    | Tinkoff-Saxo            |    | 31 s            |

### 3eétape
,,,,
|    | Coureur                  | Équipe                  |    | Temps       |
| -- | ------------------------ | ----------------------- | -- | ----------- |
| 1  | Michael Hepburn          | Orica-GreenEDGE         | en | 13 min 28 s |
| 2  | Lars Boom                | Belkin                  | +  | 1 s         |
| 3  | Daniele Bennati          | Tinkoff-Saxo            |    | 6 s         |
| 4  | Fabian Cancellara        | Trek Factory Racing     |    | 6 s         |
| 5  | Niki Terpstra            | Omega Pharma-Quick Step |    | 8 s         |
| 6  | Guillaume Van Keirsbulck | Omega Pharma-Quick Step |    | 10 s        |
| 7  | Martin Elmiger           | IAM                     |    | 13 s        |
| 8  | Philippe Gilbert         | BMC Racing              |    | 15 s        |
| 9  | Jens Mouris              | Orica-GreenEDGE         |    | 16 s        |
| 10 | Gert Steegmans           | Omega Pharma-Quick Step |    | 17 s        |

|    | Coureur                  | Équipe                  |    | Temps           |
| -- | ------------------------ | ----------------------- | -- | --------------- |
| 1  | Niki Terpstra            | Omega Pharma-Quick Step | en | 6 h 57 min 06 s |
| 2  | Jürgen Roelandts         | Lotto-Belisol           | +  | 21 s            |
| 3  | Lars Boom                | Belkin                  |    | 24 s            |
| 4  | Tom Boonen               | Omega Pharma-Quick Step |    | 28 s            |
| 5  | Ian Stannard             | Sky                     |    | 35 s            |
| 6  | Guillaume Van Keirsbulck | Omega Pharma-Quick Step |    | 45 s            |
| 7  | Michael Mørkøv           | Tinkoff-Saxo            |    | 49 s            |
| 8  | Marcel Sieberg           | Lotto-Belisol           |    | 49 s            |
| 9  | Stijn Vandenbergh        | Omega Pharma-Quick Step |    | 58 s            |
| 10 | Andrew Fenn              | Omega Pharma-Quick Step |    | 1 min 06 s      |

### 4eétape
,,,,,
|    | Coureur             | Équipe                      |    | Temps           |
| -- | ------------------- | --------------------------- | -- | --------------- |
| 1  | Tom Boonen          | Omega Pharma-Quick Step     | en | 2 h 22 min 34 s |
| 2  | André Greipel       | Lotto-Belisol               | +  | m.t             |
| 3  | Barry Markus        | Belkin                      |    | m.t             |
| 4  | Aidis Kruopis       | Orica-GreenEDGE             |    | m.t             |
| 5  | Sam Bennett         | NetApp-Endura               |    | m.t             |
| 6  | Jacopo Guarnieri    | Astana                      |    | m.t             |
| 7  | Arnaud Démare       | FDJ.fr                      |    | m.t             |
| 8  | Matteo Pelucchi     | IAM                         |    | m.t             |
| 9  | Michael Van Staeyen | Topsport Vlaanderen-Baloise |    | m.t             |
| 10 | Bernhard Eisel      | Sky                         |    | m.t             |

|    | Coureur                  | Équipe                  |    | Temps           |
| -- | ------------------------ | ----------------------- | -- | --------------- |
| 1  | Niki Terpstra            | Omega Pharma-Quick Step | en | 9 h 19 min 38 s |
| 2  | Tom Boonen               | Omega Pharma-Quick Step | +  | 17 s            |
| 3  | Jürgen Roelandts         | Lotto-Belisol           |    | 20 s            |
| 4  | Ian Stannard             | Sky                     |    | 37 s            |
| 5  | Guillaume Van Keirsbulck | Omega Pharma-Quick Step |    | 47 s            |
| 6  | Michael Mørkøv           | Tinkoff-Saxo            |    | 48 s            |
| 7  | Marcel Sieberg           | Lotto-Belisol           |    | 51 s            |
| 8  | Stijn Vandenbergh        | Omega Pharma-Quick Step |    | 1 min 00 s      |
| 9  | Andrew Fenn              | Omega Pharma-Quick Step |    | 1 min 08 s      |
| 10 | Karsten Kroon            | Tinkoff-Saxo            |    | 1 min 21 s      |

### 5eétape
,,,
|    | Coureur          | Équipe                  |    | Temps           |
| -- | ---------------- | ----------------------- | -- | --------------- |
| 1  | André Greipel    | Lotto-Belisol           | en | 3 h 50 min 07 s |
| 2  | Aidis Kruopis    | Orica-GreenEDGE         | +  | m.t             |
| 3  | Theo Bos         | Belkin                  |    | m.t             |
| 4  | Daniele Bennati  | Tinkoff-Saxo            |    | m.t             |
| 5  | Matteo Pelucchi  | IAM                     |    | m.t             |
| 6  | Jürgen Roelandts | Lotto-Belisol           |    | m.t             |
| 7  | Sam Bennett      | NetApp-Endura           |    | m.t             |
| 8  | Tom Boonen       | Omega Pharma-Quick Step |    | m.t             |
| 9  | Niki Terpstra    | Omega Pharma-Quick Step |    | m.t             |
| 10 | Elia Viviani     | Cannondale              |    | m.t             |

|    | Coureur                  | Équipe                  |    | Temps            |
| -- | ------------------------ | ----------------------- | -- | ---------------- |
| 1  | Niki Terpstra            | Omega Pharma-Quick Step | en | 13 h 08 min 31 s |
| 2  | Tom Boonen               | Omega Pharma-Quick Step | +  | 17 s             |
| 3  | Jürgen Roelandts         | Lotto-Belisol           |    | 20 s             |
| 4  | Ian Stannard             | Sky                     |    | 37 s             |
| 5  | Michael Mørkøv           | Tinkoff-Saxo            |    | 48 s             |
| 6  | Marcel Sieberg           | Lotto-Belisol           |    | 56 s             |
| 7  | Guillaume Van Keirsbulck | Omega Pharma-Quick Step |    | 57 s             |
| 8  | Stijn Vandenbergh        | Omega Pharma-Quick Step |    | 1 min 05 s       |
| 9  | Andrew Fenn              | Omega Pharma-Quick Step |    | 1 min 18 s       |
| 10 | André Greipel            | Lotto-Belisol           |    | 1 min 23 s       |

### 6eétape
,,,,
|    | Coureur               | Équipe                  |    | Temps           |
| -- | --------------------- | ----------------------- | -- | --------------- |
| 1  | Arnaud Démare         | FDJ.fr                  | en | 2 h 45 min 06 s |
| 2  | Daniele Bennati       | Tinkoff-Saxo            | +  | m.t             |
| 3  | Bernhard Eisel        | Sky                     |    | m.t             |
| 4  | Tom Boonen            | Omega Pharma-Quick Step |    | m.t             |
| 5  | Lucas Sebastián Haedo | Skydive Dubai           |    | m.t             |
| 6  | Silvan Dillier        | BMC Racing              |    | m.t             |
| 7  | Andrea Guardini       | Astana                  |    | m.t             |
| 8  | Sam Bennett           | NetApp-Endura           |    | m.t             |
| 9  | Sebastian Lander      | BMC Racing              |    | m.t             |
| 10 | Nicola Ruffoni        | Bardiani CSF            |    | m.t             |

|    | Coureur                  | Équipe                  |    | Temps            |
| -- | ------------------------ | ----------------------- | -- | ---------------- |
| 1  | Niki Terpstra            | Omega Pharma-Quick Step | en | 15 h 53 min 37 s |
| 2  | Tom Boonen               | Omega Pharma-Quick Step | +  | 17 s             |
| 3  | Jürgen Roelandts         | Lotto-Belisol           |    | 20 s             |
| 4  | Ian Stannard             | Sky                     |    | 37 s             |
| 5  | Michael Mørkøv           | Tinkoff-Saxo            |    | 48 s             |
| 6  | Marcel Sieberg           | Lotto-Belisol           |    | 56 s             |
| 7  | Guillaume Van Keirsbulck | Omega Pharma-Quick Step |    | 57 s             |
| 8  | Stijn Vandenbergh        | Omega Pharma-Quick Step |    | 1 min 05 s       |
| 9  | Andrew Fenn              | Omega Pharma-Quick Step |    | 1 min 18 s       |
| 10 | André Greipel            | Lotto-Belisol           |    | 1 min 23 s       |

## Classements finals

### Classement général
|    | Cycliste                 | Pays        | Équipe                  |    | Temps            |
| -- | ------------------------ | ----------- | ----------------------- | -- | ---------------- |
| 1  | Niki Terpstra            | Pays-Bas    | Omega Pharma-Quick Step | en | 15 h 53 min 37 s |
| 2  | Tom Boonen               | Belgique    | Omega Pharma-Quick Step | +  | 17 s             |
| 3  | Jürgen Roelandts         | Belgique    | Lotto-Belisol           |    | 20 s             |
| 4  | Ian Stannard             | Royaume-Uni | Sky                     |    | 37 s             |
| 5  | Michael Mørkøv           | Danemark    | Tinkoff-Saxo            |    | 48 s             |
| 6  | Marcel Sieberg           | Allemagne   | Lotto-Belisol           |    | 56 s             |
| 7  | Guillaume Van Keirsbulck | Belgique    | Omega Pharma-Quick Step |    | 57 s             |
| 8  | Stijn Vandenbergh        | Belgique    | Omega Pharma-Quick Step |    | 1 min 05 s       |
| 9  | Andrew Fenn              | Royaume-Uni | Omega Pharma-Quick Step |    | 1 min 18 s       |
| 10 | André Greipel            | Allemagne   | Lotto-Belisol           |    | 1 min 23 s       |

### Classements annexes
|   | Cycliste         | Équipe                  | Points |
| - | ---------------- | ----------------------- | ------ |
| 1 | Tom Boonen       | Omega Pharma-Quick Step | 50     |
| 2 | Niki Terpstra    | Omega Pharma-Quick Step | 38     |
| 3 | Jürgen Roelandts | Lotto-Belisol           | 34     |

|   | Cycliste                 | Équipe                  |    | Temps            |
| - | ------------------------ | ----------------------- | -- | ---------------- |
| 1 | Guillaume Van Keirsbulck | Omega Pharma-Quick Step | en | 15 h 54 min 34 s |
| 2 | Andrew Fenn              | Omega Pharma-Quick Step | +  | 21 s             |
| 3 | Arnaud Démare            | FDJ.fr                  |    | 46 s             |

| \| \| Équipe \| Pays \| \| Temps \| \| - \| ----------------------- \| -------- \| -- \| ---------------- \| \| 1 \| Omega Pharma-Quick Step \| Belgique \| en \| 47 h 42 min 27 s \| \| 2 \| Tinkoff-Saxo \| Russie \| + \| 36 s \| \| 3 \| Lotto-Belisol \| Belgique \| \| 1 min 37 s \| |                         |          |    |                  |
| | Équipe                  | Pays     |    | Temps            |
| 1 | Omega Pharma-Quick Step | Belgique | en | 47 h 42 min 27 s |
| 2 | Tinkoff-Saxo            | Russie   | +  | 36 s             |
| 3 | Lotto-Belisol           | Belgique |    | 1 min 37 s       |

## Évolution des classements
| Étape              | Vainqueur          | Classement général | Classement par points | Classement du meilleur jeune | Classement par équipes  |
| ------------------ | ------------------ | ------------------ | --------------------- | ---------------------------- | ----------------------- |
| 1                  | Niki Terpstra      | Niki Terpstra      | Niki Terpstra         | Sam Bennett                  | Omega Pharma-Quick Step |
| 2                  | Tom Boonen         | Niki Terpstra      | Niki Terpstra         | Andrew Fenn                  | Omega Pharma-Quick Step |
| 3                  | Michael Hepburn    | Niki Terpstra      | Niki Terpstra         | Guillaume Van Keirsbulck     | Omega Pharma-Quick Step |
| 4                  | Tom Boonen         | Niki Terpstra      | Tom Boonen            | Guillaume Van Keirsbulck     | Omega Pharma-Quick Step |
| 5                  | André Greipel      | Niki Terpstra      | Tom Boonen            | Guillaume Van Keirsbulck     | Omega Pharma-Quick Step |
| 6                  | Arnaud Démare      | Niki Terpstra      | Tom Boonen            | Guillaume Van Keirsbulck     | Omega Pharma-Quick Step |
| Classements finals | Classements finals | Niki Terpstra      | Tom Boonen            | Guillaume Van Keirsbulck     | Omega Pharma-Quick Step |

## Liste des participants
- Liste de départ complète

| Légende | Légende                                                                                         | Légende | Légende                                                                                                  |
| ------- | ----------------------------------------------------------------------------------------------- | ------- | --- |
| Num     | Dossard de départ porté par le coureur sur ce Tour du Qatar                                     | Pos     | Position finale au classement général                                                                    |
|         | Indique le vainqueur du classement général                                                      |         | Indique le vainqueur du classement par points                                                            |
|         | Indique le vainqueur du classement du meilleur jeune                                            |         | Indique un maillot de champion national ou mondial, suivi de sa spécialité                               |
| #       | Indique la meilleure équipe                                                                     | NP      | Indique un coureur qui n'a pas pris le départ d'une étape, suivi du numéro de l'étape où il s'est retiré |
| AB      | Indique un coureur qui n'a pas terminé une étape, suivi du numéro de l'étape où il s'est retiré | HD      | Indique un coureur qui a terminé une étape hors des délais, suivi du numéro de l'étape                   |
| *       | Indique un coureur en lice pour le maillot blanc (coureurs nés après le 1er janvier 1989)       |         | |

| Omega Pharma-Quick Step # OPQ | Omega Pharma-Quick Step # OPQ   | Omega Pharma-Quick Step # OPQ |
| ----------------------------- | ------------------------------- | ----------------------------- |
| Num                           | Coureur                         | Pos                           |
| 1                             | Tom Boonen (BEL)                | 2e                            |
| 2                             | Andrew Fenn (GBR)*              | 9e                            |
| 3                             | Iljo Keisse (BEL)               | 29e                           |
| 4                             | Nikolas Maes (BEL)              | 12e                           |
| 5                             | Gert Steegmans (BEL)            | 14e                           |
| 6                             | Niki Terpstra (NED)             | 1er                           |
| 7                             | Guillaume Van Keirsbulck (BEL)* | 7e                            |
| 8                             | Stijn Vandenbergh (BEL)         | 8e                            |

| Trek Factory Racing TFR | Trek Factory Racing TFR       | Trek Factory Racing TFR |
| ----------------------- | ----------------------------- | ----------------------- |
| Num                     | Coureur                       | Pos                     |
| 11                      | Fabian Cancellara (SUI) (Clm) | 67e                     |
| 12                      | Stijn Devolder (BEL) (Route)  | 120e                    |
| 13                      | Markel Irizar (ESP)           | 48e                     |
| 14                      | Yaroslav Popovych (UKR)       | 32e                     |
| 15                      | Grégory Rast (SUI)            | 117e                    |
| 16                      | Hayden Roulston (NZL) (Route) | 121e                    |
| 17                      | Jesse Sergent (NZL)           | 88e                     |
| 18                      | Jasper Stuyven (BEL)*         | 70e                     |

| Lotto-Belisol LTB | Lotto-Belisol LTB           | Lotto-Belisol LTB |
| ----------------- | --------------------------- | ----------------- |
| Num               | Coureur                     | Pos               |
| 21                | André Greipel (GER) (Route) | 10e               |
| 22                | Lars Ytting Bak (DEN)       | 17e               |
| 23                | Kris Boeckmans (BEL)        | 75e               |
| 24                | Gert Dockx (BEL)            | 64e               |
| 25                | Pim Ligthart (NED)          | 46e               |
| 26                | Jürgen Roelandts (BEL)      | 3e                |
| 27                | Marcel Sieberg (GER)        | 6e                |
| 28                | Jonas Van Genechten (BEL)   | 97e               |

| BMC Racing BMC | BMC Racing BMC              | BMC Racing BMC |
| -------------- | --------------------------- | -------------- |
| Num            | Coureur                     | Pos            |
| 31             | Philippe Gilbert (BEL)      | 13e            |
| 32             | Marcus Burghardt (GER)      | 43e            |
| 33             | Silvan Dillier (SUI)*       | 28e            |
| 34             | Martin Kohler (SUI)         | 21e            |
| 35             | Sebastian Lander (DEN)*     | 104e           |
| 36             | Michael Schär (SUI) (Route) | 16e            |
| 37             | Greg Van Avermaet (BEL)     | 31e            |
| 38             | Danilo Wyss (SUI)           | 59e            |

| Belkin BEL | Belkin BEL               | Belkin BEL |
| ---------- | ------------------------ | ---------- |
| Num        | Coureur                  | Pos        |
| 41         | Lars Boom (NED)          | 36e        |
| 42         | Jetse Bol (NED)*         | 103e       |
| 43         | Theo Bos (NED)           | 108e       |
| 44         | Graeme Brown (AUS)       | 86e        |
| 45         | Barry Markus (NED)*      | 22e        |
| 46         | Maarten Tjallingii (NED) | 51e        |
| 47         | Jos van Emden (NED)      | 44e        |
| 48         | Robert Wagner (GER)      | 39e        |

| FDJ.fr FDJ | FDJ.fr FDJ               | FDJ.fr FDJ |
| ---------- | ------------------------ | ---------- |
| Num        | Coureur                  | Pos        |
| 51         | Arnaud Démare (FRA)*     | 15e        |
| 52         | David Boucher (FRA)      | AB-2       |
| 53         | Mickaël Delage (FRA)     | 58e        |
| 54         | Murilo Fischer (BRA)     | 109e       |
| 55         | Matthieu Ladagnous (FRA) | NP-3       |
| 56         | Johan Le Bon (FRA)*      | NP-3       |
| 57         | Laurent Mangel (FRA)     | 106e       |
| 58         | Yoann Offredo (FRA)      | 49e        |

| Sky SKY | Sky SKY                  | Sky SKY |
| ------- | ------------------------ | ------- |
| Num     | Coureur                  | Pos     |
| 61      | Bernhard Eisel (AUT)     | 68e     |
| 62      | Christian Knees (GER)    | 124e    |
| 63      | Danny Pate (USA)         | 87e     |
| 64      | Salvatore Puccio (ITA)*  | 92e     |
| 65      | Gabriel Rasch (NOR)      | 35e     |
| 66      | Luke Rowe (GBR)*         | 47e     |
| 67      | Ian Stannard (GBR)       | 4e      |
| 68      | Christopher Sutton (AUS) | 40e     |

| Astana AST | Astana AST                | Astana AST |
| ---------- | ------------------------- | ---------- |
| Num        | Coureur                   | Pos        |
| 71         | Andrea Guardini (ITA)*    | 55e        |
| 72         | Valerio Agnoli (ITA)      | 133e       |
| 73         | Borut Božič (SLO)         | 111e       |
| 74         | Jacopo Guarnieri (ITA)    | 18e        |
| 75         | Evan Huffman (USA)*       | 139e       |
| 76         | Valentin Iglinskiy (KAZ)  | 137e       |
| 77         | Dmitriy Muravyev (KAZ)    | 94e        |
| 78         | Lieuwe Westra (NED) (Clm) | 84e        |

| Katusha KAT | Katusha KAT                     | Katusha KAT |
| ----------- | ------------------------------- | ----------- |
| Num         | Coureur                         | Pos         |
| 81          | Alexander Kristoff (NOR)        | 37e         |
| 82          | Marco Haller (AUT)*             | 100e        |
| 83          | Vladimir Isaychev (RUS) (Route) | 80e         |
| 84          | Aliaksandr Kuschynski (BLR)     | 101e        |
| 85          | Viatcheslav Kouznetsov (RUS)*   | 71e         |
| 86          | Rüdiger Selig (GER)*            | 30e         |
| 87          | Gatis Smukulis (LAT) (Clm)      | 89e         |
| 88          | Alexey Tsatevitch (RUS)*        | 74e         |

| Cannondale CAN | Cannondale CAN             | Cannondale CAN |
| -------------- | -------------------------- | -------------- |
| Num            | Coureur                    | Pos            |
| 91             | Elia Viviani (ITA)*        | 114e           |
| 92             | Alessandro De Marchi (ITA) | 135e           |
| 93             | Oscar Gatto (ITA)          | 65e            |
| 94             | Michel Koch (GER)*         | 95e            |
| 95             | Kristjan Koren (SLO)       | 90e            |
| 96             | Paolo Longo Borghini (ITA) | 76e            |
| 97             | Alan Marangoni (ITA)       | 19e            |
| 98             | Davide Villella (ITA)*     | 131e           |

| IAM | IAM                     | IAM  |
| --- | ----------------------- | ---- |
| Num | Coureur                 | Pos  |
| 101 | Heinrich Haussler (AUS) | 62e  |
| 102 | Marcel Aregger (SUI)*   | 141e |
| 103 | Martin Elmiger (SUI)    | 27e  |
| 104 | Kristof Goddaert (BEL)  | 34e  |
| 105 | Sébastien Hinault (FRA) | 110e |
| 106 | Kevyn Ista (BEL)        | 129e |
| 107 | Dominic Klemme (GER)    | 145e |
| 108 | Matteo Pelucchi (ITA)*  | 91e  |

| Orica-GreenEDGE OGE | Orica-GreenEDGE OGE          | Orica-GreenEDGE OGE |
| ------------------- | ---------------------------- | ------------------- |
| Num                 | Coureur                      | Pos                 |
| 111                 | Michael Hepburn (AUS)* (Clm) | 134e                |
| 112                 | Mathew Hayman (AUS)          | 24e                 |
| 113                 | Leigh Howard (AUS)*          | 85e                 |
| 114                 | Jens Keukeleire (BEL)        | 45e                 |
| 115                 | Aidis Kruopis (LTU)          | 20e                 |
| 116                 | Brett Lancaster (AUS)        | 57e                 |
| 117                 | Jens Mouris (NED)            | 82e                 |
| 118                 | Svein Tuft (CAN)             | 127e                |

| Tinkoff-Saxo TCS | Tinkoff-Saxo TCS               | Tinkoff-Saxo TCS |
| ---------------- | ------------------------------ | ---------------- |
| Num              | Coureur                        | Pos              |
| 121              | Daniele Bennati (ITA)          | 69e              |
| 122              | Manuele Boaro (ITA)            | 132e             |
| 123              | Matti Breschel (DEN)           | 23e              |
| 124              | Christopher Juul Jensen (DEN)* | 107e             |
| 125              | Michal Kolář (SVK)*            | 147e             |
| 126              | Karsten Kroon (NED)            | 11e              |
| 127              | Marko Kump (SLO)               | 42e              |
| 128              | Michael Mørkøv (DEN) (Route)   | 5e               |

| NetApp-Endura TNE | NetApp-Endura TNE          | NetApp-Endura TNE |
| ----------------- | -------------------------- | ----------------- |
| Num               | Coureur                    | Pos               |
| 131               | Sam Bennett (IRL)*         | 52e               |
| 132               | Zakkari Dempster (AUS)     | 33e               |
| 133               | Blaž Jarc (SLO)            | 41e               |
| 134               | Andreas Schillinger (GER)  | 102e              |
| 135               | Daniel Schorn (AUT)        | 112e              |
| 136               | Michael Schwarzmann (GER)* | 99e               |
| 137               | Scott Thwaites (GBR)*      | 77e               |
| 138               | Paul Voss (GER)            | 83e               |

| AG2R La Mondiale ALM | AG2R La Mondiale ALM     | AG2R La Mondiale ALM |
| -------------------- | ------------------------ | -------------------- |
| Num                  | Coureur                  | Pos                  |
| 141                  | Sébastien Turgot (FRA)   | 56e                  |
| 142                  | Gediminas Bagdonas (LTU) | 50e                  |
| 143                  | Ben Gastauer (LUX)       | 138e                 |
| 144                  | Damien Gaudin (FRA)      | 130e                 |
| 145                  | Patrick Gretsch (GER)    | 140e                 |
| 146                  | Hugo Houle (CAN)*        | 115e                 |
| 147                  | Lloyd Mondory (FRA)      | 61e                  |
| 148                  | Christophe Riblon (FRA)  | 143e                 |

| Topsport Vlaanderen-Baloise TSV | Topsport Vlaanderen-Baloise TSV | Topsport Vlaanderen-Baloise TSV |
| ------------------------------- | ------------------------------- | ------------------------------- |
| Num                             | Coureur                         | Pos                             |
| 151                             | Michael Van Staeyen (BEL)       | 26e                             |
| 152                             | Pieter Jacobs (BEL)             | 54e                             |
| 153                             | Jarl Salomein (BEL)*            | 53e                             |
| 154                             | Thomas Sprengers (BEL)*         | 98e                             |
| 155                             | Preben Van Hecke (BEL)          | 105e                            |
| 156                             | Pieter Vanspeybrouck (BEL)      | 25e                             |
| 157                             | Zico Waeytens (BEL)*            | 38e                             |
| 158                             | Jelle Wallays (BEL)*            | 63e                             |

| UnitedHealthcare UHC | UnitedHealthcare UHC     | UnitedHealthcare UHC |
| -------------------- | ------------------------ | -------------------- |
| Num                  | Coureur                  | Pos                  |
| 161                  | Robert Förster (GER)     | 93e                  |
| 162                  | Alessandro Bazzana (ITA) | 60e                  |
| 163                  | Ken Hanson (USA)         | 123e                 |
| 164                  | Aldo Ino Ilešič (SLO)    | 142e                 |
| 165                  | Christopher Jones (USA)  | 81e                  |
| 166                  | Martijn Maaskant (NED)   | 72e                  |
| 167                  | John Murphy (USA)        | 78e                  |
| 168                  | Kiel Reijnen (USA)       | AB-4                 |

| Bardiani CSF BAR | Bardiani CSF BAR         | Bardiani CSF BAR |
| ---------------- | ------------------------ | ---------------- |
| Num              | Coureur                  | Pos              |
| 171              | Enrico Battaglin (ITA)*  | 125e             |
| 172              | Nicola Boem (ITA)*       | 128e             |
| 173              | Marco Canola (ITA)       | 126e             |
| 174              | Marco Coledan (ITA)      | 66e              |
| 175              | Paolo Colonna (ITA)      | 122e             |
| 176              | Filippo Fortin (ITA)*    | 73e              |
| 177              | Stefano Locatelli (ITA)* | NP-5             |
| 178              | Nicola Ruffoni (ITA)*    | 118e             |

| Skydive Dubai SKD | Skydive Dubai SKD           | Skydive Dubai SKD |
| ----------------- | --------------------------- | ----------------- |
| Num               | Coureur                     | Pos               |
| 181               | Lucas Sebastián Haedo (ARG) | 96e               |
| 182               | Rafaâ Chtioui (TUN) (Route) | 79e               |
| 183               | Maher Hasnaoui (TUN)*       | 146e              |
| 184               | Adil Jelloul (MAR)          | 119e              |
| 185               | Francisco Mancebo (ESP)     | 136e              |
| 186               | Alexandr Pliuschin (MDA)    | 113e              |
| 187               | Óscar Pujol (ESP)           | 144e              |
| 188               | Soufiane Haddi (MAR)* (Clm) | 116e              |